# Sillon (neuroanatomie)
Pour les articles homonymes, voir Sillon.

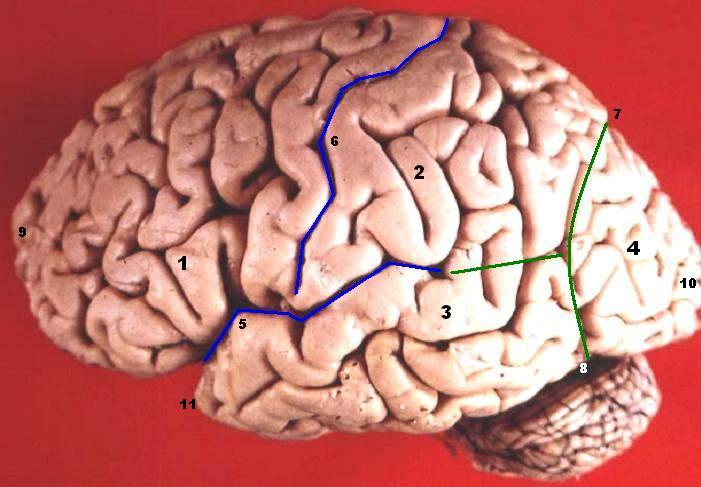
(fig. 1) Parcellisation lobaire de la face externe de l'hémisphère gauche.

En neuroanatomie, un sillon ou sulcus en latin scientifique (pl. sulci) est une dépression linéaire de la surface du cortex. Les dépressions les plus importantes sont aussi appelées des scissures.
Les sillons qui apparaissent les premiers lors du développement embryonnaire formeront les sillons primaires ou scissures.
Ils sont faciles à identifier chez tous les individus et servent à définir les frontières entre les lobes cérébraux (lobes frontal/pariétal, frontal/temporal, etc.).
La scissure interhémisphérique est la première à apparaître puis viennent la scissure de Sylvius (à partir de la 10e semaine de gestation) et la scissure de Rolando (vers la 20e semaine).

## Sillons variables et constants
La topologie fine des sillons cérébraux est très variable d'un individu à l'autre mais il est possible d'identifier des figures constantes se retrouvant chez tous les sujets. Ce sont ces sillons constants qui serviront à définir une parcellisation des hémisphères en lobes et en gyri.
Il faut savoir que ce sont des frontières théoriques car souvent, les sillons forment des dépressions linéaires discontinues, interrompues par des plis de passage.
En s'inspirant de la présentation de Houdé, Mazoyer et Tzourio-Mazoyer, l'anatomie corticale externe peut être décrite ainsi :

## Parcellisation des lobes cérébraux

### Sillons permettant la parcellisation lobaire de la face externe
- Scissure de Sylvius, ou sillon latéral (en terminologie internationale) traverse le cerveau horizontalement en montant vers l'arrière
- Scissure de Rolando, ou sillon central (en term. inter.), traverse le cerveau verticalement, perpendiculairement à la scissure de Sylvius
- Incisure préoccipitale de Meynert
- Sillon occipital antérieur sert de frontière au lobe temporal sur l'avant et au lobe occipital vers l'arrière

### Sillons permettant la parcellisation lobaire de la face interne
- Scissure calloso-marginale, composée du sillon cingulaire et du sillon marginal, limite par le haut le lobe limbique (gyrus cingulaire) et par le bas le lobe frontal
- Sillon sous-pariétal, c'est le pendant postérieur de la scissure calloso-marginale, délimitant lobe limbique et lobe pariétal
- Sillon pariéto-occipital permet de séparer le lobe occipital du lobe pariétal

### Sillons permettant la parcellisation de la face inférieure
Sur la surface inférieure des hémisphères, le lobe temporal n'a pas de limite marquée avec le lobe occipital.
Les gyrus fusiforme et lingual appartiennent à la fois à ces deux lobes.
- Scissure collatérale et son prolongement par le sillon rhinal, sépare dans sa partie antérieure le lobe limbique (circonvolution de l'hippocampe) du lobe temporal (une partie du gyrus fusiforme)

## Parcellisation des circonvolutions cérébrales
Pour se repérer sur la face externe (fig. 2), il faut partir de la profonde scissure de Sylvius courant d'avant en arrière et chercher perpendiculairement trois sillons : au centre, on a le sillon central, entouré du sillon précentral et du sillon postcentral.
On trouve ensuite sur l'avant deux sillons perpendiculaires à ces derniers (plus ou moins continus): les sillons frontaux supérieur f1 et inférieur f2.
Sur l'arrière, un sillon perpendiculaire, le sillon intrapariétal.
En dessous de la scissure de Sylvius, on observe deux sillons parallèles à cette scissure, les sillons temporaux supérieur t1 et inférieur t2.

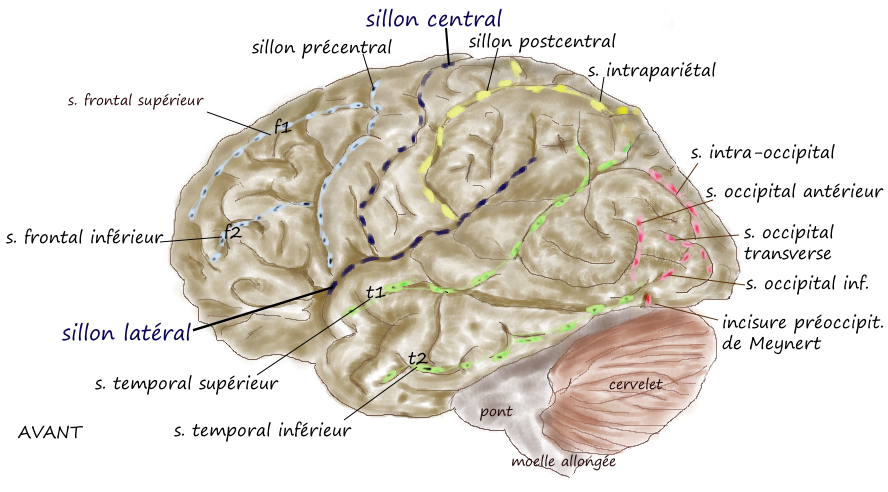
(fig. 5) Sillons sur la face latérale de l'hémisphère
(dessin à la main d'après une pièce anatomique mettant en évidence la discontinuité des dépressions formant les sillons).

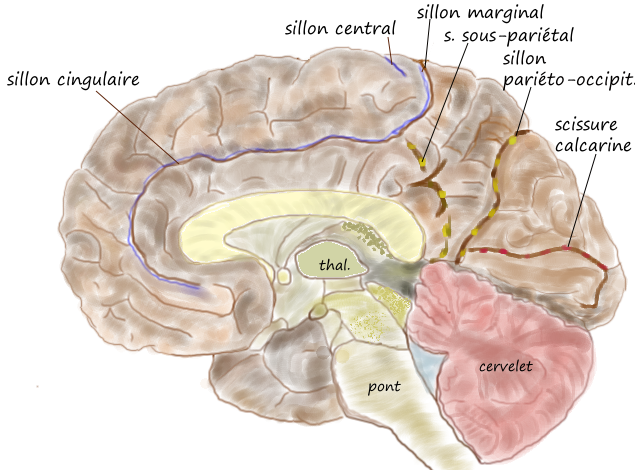
(fig. 6) Sillons sur la face médiane.

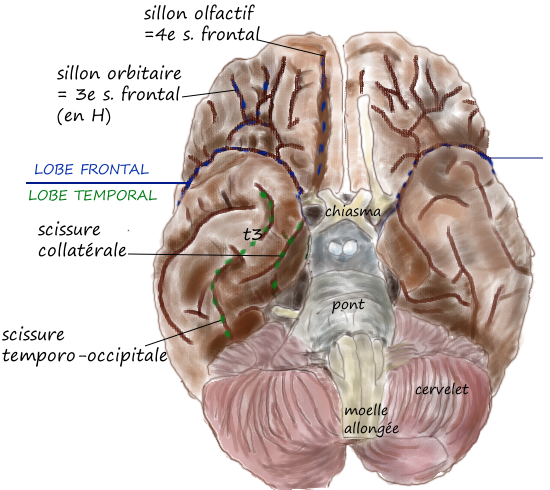
(fig.7) Sillons sur la face ventrale.

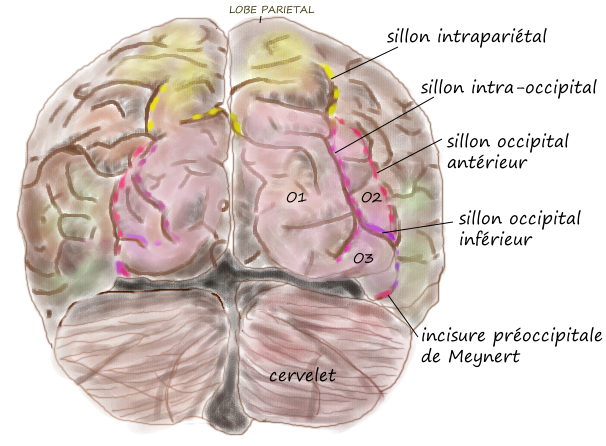
(fig. 8) Sillons de la face postérieure.

### Sillons du lobe frontal
- Sillon central (de Rolando), à la frontière postérieure du lobe frontal.
- Sillon précentral, parallèle au sillon de Rolando, il délimite avec ce dernier le gyrus précentral.
- Sillon frontal supérieur (f1), perpendiculaire au sillon précentral (fig. 5).
- Sillon frontal inférieur (f2), parallèle au sillon frontal supérieur, il délimite avec ce dernier, le gyrus frontal moyen.
- Sillon orbitaire, ou troisième sillon frontal,  en Y ou H, sur la face inférieure du lobe frontale.
- Sillon olfactif ou quatrième sillon frontal, sur la face inférieure, définit la limite du gyrus rectus.
- Sillon cingulaire sur la face interne du lobe frontal, délimite le gyrus cingulaire (fig. 6).

### Sillons du lobe pariétal
- Sillon de Rolando définit la frontière antérieure du lobe pariétal.
- Sillon postcentral, parallèle au sillon de Rolando, délimite avec ce dernier le gyrus postcentral.
- Sillon intrapariétal circule vers l'arrière perpendiculairement au sillon postcentral (fig. 2 et 5).

On trouve en dessous de ce dernier, le rameau ascendant terminal de la scissure de Sylvius et le rameau ascendant terminal du sillon temporal supérieur. Ces derniers permettent en général de localiser les gyrus supramarginal et angulaire.

### Sillons du lobe occipital
- Sillon occipital antérieur de Wernike (fig. 5), profond et variable, sépare latéralement le lobe temporal du lobe occipital.
- Sillon intra-occipital, sillon dans le prolongement du sillon intrapariétal qui change de nom en entrant dans le lobe occipital ; également appelé sillon occipital supérieur (o1).
- Sillon occipital transverse (o2), monte du pôle occipital et peut s'anastomoser avec le sillon intra-occipital.
- Sillon occipital inférieur (o3), sillon inconstant, parfois en plusieurs parties, qui suit un trajet horizontal, souvent dans le prolongement postérieur du sillon temporal inférieur.
- Incisure préoccipitale de Meynert, petite encoche entre le gyrus temporal inférieur et le lobe occipital.
- Scissure calcarine, sur la face interne, grand et large sillon qui part du pôle occipital et remonte vers le sillon pariéto-occipital.
- Sillon pariéto-occipital sur la face interne.

### Sillons du lobe temporal
- Scissure de Sylvius ou sillon latéral, définit la frontière supérieure du lobe temporal.
- Sillon temporal supérieur (t1), parallèle au sillon latéral, en une ou deux parties.
- Sillon temporal inférieur (t2), en dessous et parallèle au sillon t1, avec lequel il délimite le gyrus temporal moyen T2.
- Scissure collatérale sur la face interne et inférieure du lobe temporal, sillon constant et profond, se développe d'arrière en avant à partir du pôle occipital.
- Scissure temporo-occipitale (t3), sépare nettement sur la face inférieure le gyrus temporal inférieur T3 du gyrus fusiforme T4.

### Sillons du lobe de l'insula
L'insula est une partie du cortex située dans la profondeur de la scissure de Sylvius et non visible sur la face externe des hémisphères.
- Sillon marginal supérieur et antérieur qui séparent l'insula du lobe frontal.
- Sillon marginal postérieur sépare l'insula du lobe temporal.
- Sillon central de l'insula est un sillon constant séparant les trois premiers gyrus de l'insula des deux derniers, plus longs et horizontaux.

Sur la face supérieure du lobe temporal dans la scissure de Sylvius, non visible de l'extérieur, se trouvent plusieurs sillons délimitant le gyrus de Heschl et le planum temporale, séparés par le sillon de Heschl.